# Bourdonnement
Le bourdonnement est un son de basse fréquence se manifestant par un bruit sourd et monotone. Par analogie le terme est utilisé pour décrire la pollinisation par bourdonnement caractérisée par le bruit des battements d'ailes de certains insectes (en particulier des bourdons dont il tire son nom), le vrombissement de machines, ou celui produit par la réunion d'un grand nombre de voix dans un local,. Il est aussi utilisé en musique pour décrire le son produit par certains instruments ou cloches.
Dans le domaine de la santé humaine il est souvent synonyme d'acouphène et alors dit « bourdonnement d'oreille », pour autant tous les acouphènes ne se manifestent pas par des bourdonnements,. Historiquement dans l'auscultation pulmonaire on décrivait aussi le bourdonnement amphorique pour décrire dans certaines bronchites un bruit semblable à celui d'une abeille enfermée dans un vase.